# Erich Bollert
Erich Bollert (* 24. August 1883 in Groß-Lichterfelde; † 24. August 1952 in Düsseldorf) war ein deutscher Jurist und Ministerialbeamter.

## Leben
Erich Bollert studierte, wurde 1906 Gerichtsreferendar und 1912 Gerichtsassessor.
Von 1914 bis 1918 kämpfte er im Ersten Weltkrieg.
Nach dem Krieg wurde er 1919 Kreissyndikus des Kreises Osthavelland. 1921 wurde er Vorsteher des Kulturamtes Teltow und 1927 Landeskulturdirektor in Königsberg.
Von 1929 bis 1932 war er als Ministerialdirektor im Preußischen Ministerium für Landwirtschaft, Domänen und Forsten und gleichzeitig bis 1933 stellvertretender Bevollmächtigter zum Reichsrat. Am 12. November 1931 wurde er zum Staatskommissar für die landwirtschaftlichen Siedlungen ernannt. Am 1. Dezember 1932 wurde er in den einstweiligen Ruhestand versetzt.
Von 1933 bis 1945 war er ohne Tätigkeit.
1945 wurde er erneut Ministerialdirektor und wurde Stellvertreter des Ministers im niedersächsischen Ministerium für Ernährung und Landwirtschaft. Ab 1946 war er für zwei Jahre Privatier und Berater des Alliierten Kontrollrates in Bayern.
Von 1948 bis zu seinem Ruhestand 1951 war er Ministerialrat im niedersächsischen Ministerium für Ernährung, Landwirtschaft und Forsten mit besonderem Auftrag.
In der Zeit um 1930 war Bollert Herausgeber der siedlungspolitischen Abhandlungen.

## Werke (Auswahl)
- Die ländliche Neusiedlung und die Forderung des Tages. In: Zeitschrift für Selbstverwaltung, 14, 1931, S. 361–369.
- Die Landeskulturgesetzgebung der Nachkriegszeit. In: Die deutsche ländliche Siedlung, Berlin, 1930, S. 1–23.
- Das nächste Ziel in der ländlichen Siedlung. In: Die deutsche ländliche Siedlung, Berlin, 1930, S. 205–222.
- Vorwort für Siedlungsbau und Selbsthilfe von Wilhelm Fauth. Verlagsgesellschaft Müller, Eberswalde-Berlin, 1932.